# 韓國漢城華僑中學
韓國漢城華僑中學（韩语：／）是韩国首爾西大門區的一所华僑高中，施行台湾學制，使用台灣教材，以中華民國國語及正體字授課。
該校屬華校（韩语：／），主要供當地華僑子弟就讀。大韓民國政府於1998年承認華校為該國合法教育機構。

## 歷史
1942年3月，朝鮮日治時期由僑領司子明、丁元幹等創立「漢城華僑學校高級部」，首期招生1班，計學生43名，聘有教師3人，暫借漢城華僑小學教室開課，1943年獲准立案後，更名為「光華中學校」，並於使館後院增闢校舍。1945年8月雖然日本戰敗、二戰結束，但光華中學仍因局勢不穩而停課。
1948年，中華民國駐韓總領事劉馭萬、領事宿夢公、國大代表王興西及漢城僑商多人共組補習班，暫借漢城華僑小學教室。9月，正式轉為「漢城華僑初級中學」。1949年在大使館後院東側（舊光華中學址，現新韓銀行位置）興建新校舍，同年遷入。
1950年6月25日因韓戰爆發而停課，至10月聯合國軍光復漢城（今首爾）後復學；1951年1月因戰事再度逆轉使學校南遷至釜山，3月在釜山領事館內搭起軍用帳棚而開學。6月，成立董事會後向釜山市政府借得近郊洛東江畔端鎮山麓地選為校址，並向美軍借款闢建臨時校舍軍用帳棚5棟，9月遷校上課。1953年8月，遷至舊釜山領館處臨時校舍開課。1954年韓戰結束，3月籌劃漢城復校事宜並借漢小教室招生，7月獲美軍資助建校舍12月成立董事會、建校委員會，校名更名為「韓國漢城華僑中學」。1955年明洞校址趕工完成，5月釜山校區獨立為「釜山華僑初級中學」（今韓國釜山華僑中學）。
1968年5月董事會提議另覓地建校，獲時任駐大韓民國大使唐縱支持撥予西大門區延禧洞89九番地館產土地、補助韓幣1000萬元，同時成立中小學建校委員會。1969年1月12日，中小學董事會議議決漢小提供1200萬韓幣漢中建校、漢中的明洞臨街之訓育大樓1棟（教室12間）撥于漢小，3月第一廈完工、韓國漢城華僑中學遷至延禧洞。1971年6月，第二大廈完工，新學年度制訂校歌（曾異三作詞、范儉民作曲）。1973年8月21日，建校理事會改選，同時開會通過將組織更名為「韓國漢城華僑中學理事會」。1974年3月，新宿舍竣工、明洞11班學生遷至延禧洞上課。7月，理事會與漢小董事會簽合議書，漢小付給漢中遷校經費韓幣伍佰萬元將明洞校舍全部讓于漢小。

## 營運
学校开设绘画及中文书法课程。

## 知名校友
- 史書美 - 知名臺灣歷史、文化學者
- 王恩美 - 知名近代史學者
- 周子瑜 - 韩国女子组合TWICE的成员之一
- 孫盛希 - 知名創作女歌手、第30屆金曲獎最佳國語專輯得獎者